# كريستينا باباداكي
كريستينا باباداكي (باليونانية: Χριστίνα Παπαδάκη)‏ مواليد 24 فبراير 1973 في أثينا، هي لاعبة كرة مضرب يونانية سابقة بدأت مسيرتها كمحترفة سنة 1989 وكانت تلعب باليد اليمنى، اعتزلت اللعب في 1999. أعلى تصنيف لها في الفردي كان المركز الـ 72 في سنة 1999. سبق أن شاركت في دورة الألعاب الأولمبية الصيفية.

## النهائيات

### الفردي: 1 (0–1)
| الحصيلة | الرقم | التاريخ        | الدورة                                  | الأرضية | المنافس        | النتيجة  |
| ------- | ----- | -------------- | --------------------------------------- | ------- | -------------- | -------- |
| الوصافة | 1.    | 21 فبراير 1999 | بطولة كولومبيا المفتوحة للتنس، كولومبيا | ترابية  | فابيولا زولاغا | 1–6, 3–6 |

### الزوجي: 1 (1–0)
| الحصيلة | الرقم | التاريخ        | الدورة                                  | الأرضية | الشريك        | المنافس                   | النتيجة  |
| ------- | ----- | -------------- | --------------------------------------- | ------- | ------------- | ------------------------- | -------- |
| الفوز   | 1.    | 21 فبراير 1999 | بطولة كولومبيا المفتوحة للتنس، كولومبيا | ترابية  | سيدا نورلاندر | لورا مونتالفو باولا سوريس | 6–4, 7–6 |

## روابط خارجية
- كريستينا باباداكي على موقع رابطة محترفات التنس (الإنجليزية)
- كريستينا باباداكي على موقع الاتحاد الدولي لكرة المضرب (الإنجليزية)
- كريستينا باباداكي على موقع كأس بيلي جين كينغ (الإنجليزية)
- كريستينا باباداكي على موقع خلاصة التنس.كوم (الإنجليزية)
- كريستينا باباداكي على موقع اللجنة الأولمبية الدولية (الإنجليزية)
- كريستينا باباداكي على موقع أوليمبيديا (الإنجليزية)